# A Pöttöm kalandok epizódjainak listája
Ez a lap a  Pöttöm kalandok  című sorozat epizódjait mutatja be.
| #         | Magyar cím                                                                                 | Eredeti cím                                                                                               | Kódszám |
| --------- | ------------------------------------------------------------------------------------------ | --- | ------- |
|           |                                                                                            | |         |
| ELSŐ ÉVAD |                                                                                            | |         |
|           |                                                                                            | |         |
| 01.       | A bolondos kezdet                                                                          | The Looney Beginning                                                                                      | 48.     |
|           |                                                                                            | |         |
| 02.       | Kacsa a zűrben                                                                             | A Quack in the Quarks                                                                                     | 40.     |
|           |                                                                                            | |         |
| 03.       | Szerencse kerék                                                                            | The Wheel o' Comedy                                                                                       | 13.     |
|           |                                                                                            | |         |
| 04.       | Stresszes teszt Az ész bajjal jár Macskavizsga Mondani vagy nem mondani                    | Test Stressed Never Too Late to Loon Li'l Sneezer To Bleep or Not to Bleep                                | 22.     |
|           |                                                                                            | |         |
| 05.       | Az Öcsi nyuszi brancs Nyúl felfújt Nyekk Heccre született                                  | The Buster Bunny Bunch Buffed Bunny Squish Born to Be Riled                                               | 19.     |
|           |                                                                                            | |         |
| 06.       | Dinka őfelsége                                                                             | Her Wacky Highness                                                                                        | 08.     |
|           |                                                                                            | |         |
| 07.       | Vagány Hollywoodban                                                                        | Hollywood Plucky                                                                                          | 25.     |
|           |                                                                                            | |         |
| 08.       | Utazás Örömhorom közepébe                                                                  | Journey to the Center of Acme Acres                                                                       | 38.     |
|           |                                                                                            | |         |
| 09.       | Ez az Öcsi nyuszi show Nyuszit akarok A gazdagok gondtalan élete Az üllő kórus             | It's Buster Bunny Time Bag That Bunny Lifestyles of the Rich and Rotten The Anvil Chorus                  | 31.     |
|           |                                                                                            | |         |
| 10.       | Szellemes lakótárs Szívélyes fogadtatás Könnyű vacsora                                     | Stuff That Goes Bump in the Night Home Wrecker Fang You Very Much Easy Biter                              | 27.     |
|           |                                                                                            | |         |
| 11.       | Az ártatlan árva A mérges megtorló visszatér Kutya egy délután                             | Looking Out for the Little Guy Awful Orphan The Re-Return of the Toxic Revenger Dog-Bird Afternoon        | 33.     |
|           |                                                                                            | |         |
| 12.       | Szőrmók nagy napja                                                                         | Starting from Scratch                                                                                     | 32.     |
|           |                                                                                            | |         |
| 13.       | Monti, az aranypolgár                                                                      | Citizen Max                                                                                               | 21.     |
|           |                                                                                            | |         |
| 14.       | Hajmeresztő éjszaka                                                                        | Hare Raising Night                                                                                        | 17.     |
|           |                                                                                            | |         |
| 15.       | Az otthon kereső cicus Viszonzatlan szerelem A telepfutó cicus                             | Furball Follies K-9 Kitty Aroma Amore Cross-Country Kitty                                                 | 05.     |
|           |                                                                                            | |         |
| 16.       | Az Örömhorom zóna Nyuszinak lenni jó A meztelen igazság Humoros hajcihő                    | The Acme Acres Zone A Walk on the Flip Side A Bacon Strip Senserely Yours, Babs                           | 28.     |
|           |                                                                                            | |         |
| 17.       | TBA                                                                                        | Life in the 90's Whining Out Paper Trained Butt Out                                                       | 26.     |
|           |                                                                                            | |         |
| 18.       | Üvöltő rock                                                                                | Rock 'n' Roar                                                                                             | 09.     |
|           |                                                                                            | |         |
| 19.       | Suli buli                                                                                  | Prom-ise Her Anything                                                                                     | 24.     |
|           |                                                                                            | |         |
| 20.       | Iszkol a nyuszkó                                                                           | Hare Today, Gone Tomorrow                                                                                 | 01.     |
|           |                                                                                            | |         |
| 21.       | Mozi-mánia SzuperFülű Kacsa utazás Pasadena Jones                                          | Cinemaniacs! Superbabs Duck Trek Pasadena Jones                                                           | 02.     |
|           |                                                                                            | |         |
| 22.       | A kezdő ördög Nyuszi bűvészet Kacsa a pácban                                               | You Asked for It Debutante Devil Sleight of Hare Duck Out of Luck                                         | 04.     |
|           |                                                                                            | |         |
| 23.       | Öcsi banda                                                                                 | Gang Busters                                                                                              | 12.     |
|           |                                                                                            | |         |
| 24.       | A vándorló vadkacsa Vár a vadon Macskatasztrófa                                            | Wake Up Call of the Wild Migrant Mallard It's a Jungle Out There Kitty Cat-Astrophe                       | 30.     |
|           |                                                                                            | |         |
| 25.       | Öcsi és a farkasbarkas                                                                     | Buster and the Wolverine                                                                                  | 07.     |
|           |                                                                                            | |         |
| 26.       | Önök kérték A furcsa pár A tisztalék hőse visszatér Rémtorta                               | You Asked for It, Part II The Weird Couple The Return of the Toxic Revenger Little Cake of Horrors        | 23.     |
|           |                                                                                            | |         |
| 27.       | Európa fél órán belül                                                                      | Europe in 30 Minutes                                                                                      | 42.     |
|           |                                                                                            | |         |
| 28.       | A sport különös világa A tenisz, de komisz Balhés baseball A gazdagok golfja               | The Wacko World of Sports Tennis the Menace Bleacher Bummer Miniature Goof                                | 36.     |
|           |                                                                                            | |         |
| 29.       | Bérelj barátot ?                                                                           | Rainy Daze Rent-a-Friend Bunny Daze Fur-Gone Conclusion                                                   | 15.     |
|           |                                                                                            | |         |
| 30.       | Mézi birodalma                                                                             | Fields of Honey                                                                                           | 16.     |
|           |                                                                                            | |         |
| 31.       | Cirkusz a cirkuszban                                                                       | Sawdust and Toonsil                                                                                       | 37.     |
|           |                                                                                            | |         |
| 32.       | Tavasz Örömhormon Szerelem Örömhormon Elmyra tavaszi nagytakarítása Borzalmas nagy butaság | Spring in Acme Acres Love Among the Toons Elmyra's Spring Cleaning That's Incredibly Stupid               | 35.     |
|           |                                                                                            | |         |
| 33.       | Lelki nyugalom A dalos kedvű tananyag A hátsó ablak                                        | Psychic Fun-Omenon Day Piece of Mind Class Cut-Up Rear Window Pain                                        | 52.     |
|           |                                                                                            | |         |
| 34.       | Forgalmi zavar Nehéz gyermekkor Hozd vissza                                                | The Wide World of Elmyra Turtle Hurdle Drooley Davey Go Fetch                                             | 49.     |
|           |                                                                                            | |         |
| 35.       | Egy kis időzavar                                                                           | A Ditch in Time                                                                                           | 55.     |
|           |                                                                                            | |         |
| 36.       | Rajzfilm-mánia                                                                             | Animaniacs!                                                                                               | 45.     |
|           |                                                                                            | |         |
| 37.       | Príma lehetőségek A dolgozó malac Neki esni a pizzának                                     | Career Oppor-Toon-ities Busters Guide to Getting a Job Working Pig Falling to Pizzas                      | 11.     |
|           |                                                                                            | |         |
| 38.       | A finom malac Pit Buli Kacsa a tócsában                                                    | Strange Tales of Weird Science Scentimental Pig Pit Bullied Duck in the Muck                              | 03.     |
|           |                                                                                            | |         |
| 39.       | Denevér kacsa Játékos jelenetek                                                            | Inside Plucky Duck Bat's All Folks Wild Takes Class                                                       | 29.     |
|           |                                                                                            | |         |
| 40.       | Örömhorom stadion                                                                          | The Acme Bowl                                                                                             | 20.     |
|           |                                                                                            | |         |
| 41.       | Randizás örömormi stílusban                                                                | Dating, Acme Acres Style Love Stinks The Dream Date Game                                                  | 14.     |
|           |                                                                                            | |         |
| 42.       | Gügyeegyetemi szédület Tanító igazgató Ki a sarok között beszél Mi az, nővérke?            | Looniversity Daze The Learning Principal Eating Between the Lines What's Up, Nurse?                       | 10.     |
|           |                                                                                            | |         |
| 43.       | Vagány kacsa legjobb napja Az enyves tollú kacsa Kacsa a sötétben                          | Best 'o Plucky Duck Day Sticky Feathers Duck Duck in the Dark                                             | 18.     |
|           |                                                                                            | |         |
| 44.       | A hős Visonka                                                                              | Hero Hamton                                                                                               | 06.     |
|           |                                                                                            | |         |
| 45.       | A bálna meséje                                                                             | Whale's Tales                                                                                             | 54.     |
|           |                                                                                            | |         |
| 46.       | Mr. Népszerű Szédüli megszelídül Visonka képzeletbeli barátja                              | Ask Mr. Popular Dapper Diz A Pigment of His Imagination                                                   | 41.     |
|           |                                                                                            | |         |
| 47.       | Vagány rettenetes tette A szőrös szívű szekrény Zongora lecke                              | Son of Looniversity Daze Plucky's Dastardly Deed Open and Shut Case C Flat or B Sharp                     | 34.     |
|           |                                                                                            | |         |
| 48.       | Mr. Népszerű lazasági szabályai                                                            | Mr. Popular's Rules of Cool                                                                               | 60.     |
|           |                                                                                            | |         |
| 49.       | Nyuszokkió Medvei szükségletek                                                             | Fairy Tales for the 90's Bunnochio Bear Necessities                                                       | 43.     |
|           |                                                                                            | |         |
| 50.       | Ki bántotta Tapsi Hapsit?                                                                  | Who Bopped Bugs Bunny?                                                                                    | 44.     |
|           |                                                                                            | |         |
| 51.       | Pöttöm kalandok zenei műsora                                                               | Tiny Toons Music Television                                                                               | 63.     |
|           |                                                                                            | |         |
| 52.       | TBA                                                                                        | The Return to the Acme Acres Zone Real Kids Don't Like Broccoli Boo Ha Ha Duck Dodgers Jr.                | 59.     |
|           |                                                                                            | |         |
| 53.       | A művészlét ára Mackó piknik Egy nyuszi csősz estéje                                       | The Acme Home Shopping Show Oh, for Art's Sake Teddy Bears' Picnic I Was a Teenage Bunny Sitter           | 61.     |
|           |                                                                                            | |         |
| 54.       | TBA                                                                                        | Weirdest Stories Ever Told Robin Hare To Babs or Not to Babs Elmyra's 'Round the World                    | 57.     |
|           |                                                                                            | |         |
| 55.       | TBA                                                                                        | Viewer Mail Day Pluck 'O the Irish Out of Odor Buttering Up the Buttfields                                | 62.     |
|           |                                                                                            | |         |
| 56.       | TBA                                                                                        | Son of the Wacko World of Sports Buster's New Bike Acme Acres' Summer Olympics                            | 56.     |
|           |                                                                                            | |         |
| 57.       | A szemeteszsák szedegető szerepel Egy esőerdei eset Szemét Fura Földje szívében            | Pollution Solution No Deposit, No Return of The Trash Bag Despenser Jungle Bungle Waste Deep in Wackyland | 39.     |
|           |                                                                                            | |         |
| 58.       | Öcsi lógási útmotatója Elmyra bevásárol Cukorbaj                                           | You Asked for It, Again Buster's Guide To Goofing Off Elmyra at the Mall Hold the Sugar                   | 53.     |
|           |                                                                                            | |         |
| 59.       | A kis vörös nyakörv A lovagkor                                                             | Brave Tales of Real Rabbits And All That Rot Day for Knight                                               | 51.     |
|           |                                                                                            | |         |
| 60.       | TBA                                                                                        | How Sweetie It Is Egged on Eagle Let's Do Lunch The Raven                                                 | 58.     |
|           |                                                                                            | |         |
| 61.       | Csótányék Vagány trészi visszatér                                                          | New Character Day The Roches The Return of Pluck Twacy                                                    | 64.     |
|           |                                                                                            | |         |
| 62.       | Tej, a jó nevetés forrása A veszedelmes Visonka A csalafinta vacsora                       | Here's Hamton Milk, It Makes a Body Spout America's Least Wanted Drawn and Buttered                       | 46.     |
|           |                                                                                            | |         |
| 63.       | Elszigetelt egyebek                                                                        | No Toon is an Island                                                                                      | 47.     |
|           |                                                                                            | |         |
| 64.       | PÖTTÖM TV                                                                                  | K-ACME TV                                                                                                 | 65.     |
|           |                                                                                            | |         |
| 65.       | Veszedelmes vadnyugat                                                                      | High Toon                                                                                                 | 50.     |